# Bitwa pod Mullaitivu

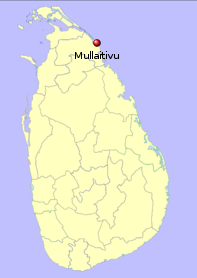
Lokalizacja Mullaitivu

Bitwa pod Mullaitivu – starcie między siłami rządowymi Sri Lanki a bojownikami Tygrysów Wyzwolenia Tamilskiego Ilamu (LTTE) o przejęcie kontroli nad miastem Mullaitivu, będącym ostatnim bastionem rebeliantów w północnej części Sri Lanki.
Siły powietrzne Sri Lanki zbombardowały okolice Mullaitivu na kilka dni przed wkroczeniem lankijskiej armii do miasta. Rząd poinformował 25 stycznia 2009 roku o zajęciu miasta przez wojska rządowe.
Po bitwie pod Kilinochchi, gdy armia Sri Lanki weszła od północy, zachodu i południa do stolicy Tamilskiego Ilamu, Kilinochchi. Ministerstwo Obrony stwierdziło, że następnym celem jest miasto Mullaitivu, będące ostatnią twierdzą Tamilów.
Przed samym natarciem zostały zrzucone ulotki, wzywające ludność cywilną opuszczenia miasta oraz udania się do kontrolowanych przez rząd „bezpiecznych stref”. 
23 stycznia 2009 roku zamknięte zostały urzędy administracji cywilnej w mieście, aby umożliwić funkcjonariuszom publicznym ewakuację. Pomimo tych starań, około 230 tysięcy cywilów pozostało wewnątrz strefy wojny, w północnej części miasta.

## Geneza
LTTE zdobył Mullaitivu w 1996 roku, po wygranej bitwie, w której straty wyniosły co najmniej 1639 żołnierzy zabitych lub zaginionych. Rebelianci wykorzystywali od tamtego czasu miasto jako główną bazę wojskową. W mieście mieściła się również duża baza morskich sił rebeliantów, Morskich Tygrysów.
Mullaitivu było głównym celem militarnym rządu podczas ofensywy trwającej od 2008 roku.

## Bitwa
24 stycznia 2009 roku LTTE wysadziło zapory, powodując zalanie obszarów otaczających miasto. Rebelianci zbudowali także bariery ziemne otaczające miasto, które miały za zadanie utrudnić użycie czołgów.
Siły rządowe wkroczyły do miasta po zaciętej próbie oporu ze strony LTTE. Wojska lądowe zostały wsparte podczas przeprowadzania operacji przez uzbrojony helikopter należący do sił powietrznych Sri Lanki. Przeprowadzono także mały desant w zachodniej części Mullaittivu, przy użyciu małych łodzi. Pozostałości wojsk LTTE rozproszyły się na obszarze między osadami Vishwamadhu a Puthukkudiyiruppu.

## Konsekwencje
Po upadku Mullaitivu, LTTE w sumie stracił podczas konfliktu około 95 procent kontrolowanego przez siebie terytorium. Jeszcze przed samym zajęciem miasta, wojsko Sri Lanki poinformowało o zdobyciu dwóch budynków wykorzystywanych do produkcji bomb oraz min, zawierających około 4000 zapalników i 150 kg materiałów wybuchowych. Lankijska armia przeszukuje okolice, tropiąc rozproszone siły LTTE, ukrywające się w dżungli.